# 楊廷棟
杨廷栋（1879年—1950年），字翼之，江苏苏州府吴县人，中國民主革命家，中華民國政治人物，翻譯家。他是最早將盧梭的《社会契约论》完整翻譯為漢譯本的人。

## 生平
1898年3月（光绪二十四年二月），杨荫杭、雷奋、杨廷栋等南洋官费生到达东京，成为中国最早的官费留日学生。同时到达东京者还有富士英（浙江）、卢籍东（广东）等人。据《南洋公学大事记》载，“光绪二十四年（1898年）冬，派师范院生章宗祥、雷奋，中院生杨廷栋、富士英、杨荫杭、胡礽泰留学日本。”据《日华学堂章程要览》载，“本学堂明治三十一年六月开办，……初由求是书院派来文学生四名。本年一月由南洋公学堂派来文学生六名。……明治三十二年（1899）一月入学：浙江湖州府乌程县人章宗祥、浙江嘉兴府海盐县人富士英、江苏松江府华亭县人雷奋、江苏太仓州宝山县人胡礽泰、江苏常州府无锡县人杨荫杭、江苏苏州府吴县人杨廷栋。”
杨廷栋到达日本后，到東京高等商業學校学习。留日期间曾参加1900年创办的译书汇编社。他是最早将卢梭《社会契约论》完整翻译为汉译本的人，是根据日本原川潜的日译本转译，汉译本定名《路索民约论》，1902年由上海文明书局出版。1901年杨廷栋和秦力山、沈云鹏等于东京创办《国民报》。1902年12月，戢翼翬在上海创办《大陆报》，杨廷栋和秦力山、雷奋、陈冷等為撰稿人。
1908年前后，杨廷栋入商务印书馆编译所任编辑。1908年冬，江蘇諮議局成立，张謇任议长。雷奋、杨廷栋等任議員。1910年，他作为江蘇諮議局代表到北京，参加各省諮議局聯合會，並當選該會审查员，從而離開了商务印书馆。辛亥上海光复后，他曾參與张謇、趙鳳昌等筹设“临时议会”的活动。中華民國成立後，杨廷栋曾任南京临时参议院议员，因反對汉冶萍公司借款协议而辞职，4月又任北京临时参议院议员。后他還曾任交通部秘书长。

## 著作
- [法]路索，路索民约论，原川潜译，杨廷栋 重译，上海：文明书局，1902年